# Uroplectes marlothi
Espèce
Uroplectes marlothi est une espèce de scorpions de la famille des Buthidae.

## Distribution
Cette espèce est endémique du Cap-Occidental en Afrique du Sud. Elle se rencontre vers Tulbagh.

## Description
La femelle syntype mesure 43 mm.

## Étymologie
Cette espèce est nommée en l'honneur de Rudolph Marloth.

## Publication originale
- Purcell, 1901 : « 'On some South African Arachnida belonging to the orders Scorpiones,Pedipalpi and Solifugae. » Annals of the South African Museum, vol. 2, p. 137-225 (texte intégral).